# Banco Central de la República de San Marino
El Banco Central de la República de San Marino (en italiano:Banca centrale della Repubblica di San Marino) es el banco central de San Marino.

## Historia
El Banco Central de la República de San Marino se estableció en 2005 mediante la fusión del "Sanmarinsky Credit Institute" (una empresa con participación pública y privada que funcionó como banco central) y la "Credit and Currency Inspection" (institución estatal). El 70% de las acciones del banco pertenecen al estado, el 30% restante a los bancos de San Marino.

## Función
Se encarga principalmente de supervisar los bancos, las compañías financieras, las compañías fiduciarias, las compañías de administración de fondos mutuos, las empresas de inversión, las compañías de seguros, las entidades que tienen la oficina de fideicomisario, el planificador financiero y el intermediario de seguros. Las características clave incluyen garantizar la estabilidad del sistema financiero del país y proteger a los inversores.
El banco central es también la autoridad monetaria, que controla el sistema de pagos y proporciona servicios de asesoramiento. Tiene el poder de bloquear activos bajo la Ley Antilavado de Dinero introducida en 2004, eliminando así el financiamiento del terrorismo. La Ley de 29 de julio de 2013 n. 101 rige la aplicación del Acuerdo monetario de 27 de marzo de 2012 entre la República de San Marino con Italia y la Unión Europea.